# Garganta de Pedro Chate
La garganta de Pedro Chate es un curso de agua del interior de la península ibérica, afluente de la garganta Jaranda. Discurre por la provincia española de Cáceres.

## Geografía
El curso de agua, que discurre por la provincia de Cáceres, tiene su origen en la unión de otras dos gargantas que nacen en las alturas del término municipal de Garganta la Olla. Fluye en dirección sureste, pasando entre las localidades de Jaraiz de la Vera y Cuacos de Yuste, hasta terminar por desembocar en la garganta Jaranda. Aparece descrita en el duodécimo volumen del Diccionario geográfico-estadístico-histórico de España y sus posesiones de Ultramar de Pascual Madoz de la siguiente manera: 

PEDRO-CHATE: garganta en la prov. de Cáceres, part. jud. de Jarandilla: se forma de las llamadas mayor y San Blas, que nacen en la sierra y térm. de Garganta la Olla: marcha entre los térm. de Jaraiz y Cuacos de NE. á SE. á contribuir a la de Jaranda.
(Madoz, 1849, p. 744)

Las aguas del río, perteneciente a la cuenca hidrográfica del Tajo, terminan vertidas en el océano Atlántico.